# Symphyodon
Symphyodon là một chi rêu trong họ Daltoniaceae.